# John Coleman Moore
John Coleman Moore (* 27. Mai 1923 in Staten Island; † 1. Januar 2016) war ein US-amerikanischer Mathematiker, der sich mit Topologie beschäftigte.
Moore erhielt 1948 einen Bachelor am Massachusetts Institute of Technology und wurde 1952 an der Brown University bei George W. Whitehead promoviert (Some Applications of Homology Theory to Homotopy Problems). Er war Professor an der Princeton University (ab 1953 als Fine Instructor und ab 1955 als Assistant Professor, später mit voller Professur), an der er 1989 emeritiert wurde. Ab 1989 war er Adjunct Professor an der University of Rochester.
Er befasste sich mit Algebraischer Topologie, in der Borel-Moore-Homologie und Eilenberg-Moore-Spektralsequenzen nach ihm benannt sind. Daneben forschte er auch über Hopf-Algebren (Satz von Milnor-Moore).
1970 war er Gastredner auf dem Internationalen Mathematikerkongress in Nizza (Differential homological algebra) und 1958 in Edinburgh (Homology structure of group like spaces). Zu seinen Doktoranden gehören William Browder, Robin Hartshorne, Haynes Miller, Wu-Yi Hsiang, Michael Rosen, J. Peter May, Paul Frank Baum, Richard Swan, James D. Stasheff, Robert Thomason und Joseph Neisendorfer. Er war Fellow der American Mathematical Society.

## Schriften
- William Browder, John C. Moore (Hrsg.) Algebraic Topology and Algebraic K-Theory: Proceedings of a Symposium in Honor of John C. Moore, Princeton University Press 1987 (Symposium Oktober 1983 zum 60. Geburtstag von Moore)